# Бриеде, Александра Яновна
Александра Яновна Бриеде (латыш. Aleksandra Briede; 25 июля 1901 — 14 ноября 1992) — латвийский, советский скульптор. Народный художник СССР (1972). Лауреатка Государственной премии Латвийской ССР (1970).

## Биография
Александра Бриеде (урождённая Калныня) родилась 12 (25) июля 1901 года в Либаве (ныне — Лиепая, Латвия).
В 1922 году окончила Лиепайскую государственную гимназию и студию Общества поощрения культуры у К. Е. Миесниека и Л. Либерта, затем мастерскую декоративной скульптуры у Р. Маурса, а в 1931 — мастерскую скульптуры Б. Дзениса и К. Рончевского Латвийской академии художеств.
Принимала участие в выставках с 1929 года.
Среди произведений: жанровые композиции, серия скульптур малой формы. Работала также в монументальной скульптуре.
Член Союза художников Латвийской ССР (с 1944). Член-корреспондент Академии художеств СССР (1958).
Скончалась 14 ноября 1992 года в Риге. Похоронена на 1-м Лесном кладбище.

### Семья
- Муж (с 1945) — Янис Бриедис (1902—1953), скульптор.

## Звания и награды
- Народный художник Латвийской ССР (1955)
- Народный художник СССР (1972)
- Государственная премия Латвийской ССР (1970)
- Орден Ленина (1956)
- Орден Октябрьской Революции (1986)
- Орден «Знак Почёта»»

## Творчество
Наиболее известные работы:
- фигурная композиция — «Девочка» (1936);
- мемориальная скульптура — надгробный памятник органиста Паула Йозууса на Лесном кладбище в Риге (1937);
- композиция — «Мать» (гранит, 1938);
- декоративная скульптура — «Дайна» (1939) установлена в Сигулде (1980);
- композиция — «Юный скульптор» (гипс тонированный,1947);
- композиция — «Физкультурник» (бронза, 1949);
- бюст И. В. Сталина, в соавторстве с Я. Бриедисом (бронза, 1951);[3]
- бюст В. И. Ленина, в соавторстве с Я. Бриедисом (бронза, 1951);
- монумент «И. В. Сталин» для парка Коммунаров, в соавторстве с Я. Бриедисом (1952). Не установлен;
- настольная фигура В. И. Ленина. (гипс тонир., высота 30 см, 1955);
- бюсты В. И. Ленина, были установлены в Риге (Чиекуркалнс, ТЭЦ-1), Юрмале, Илуксте, Саулайне (район Рундале) и Саулкрастах (1960-е);
- композиция — «Дождичек» (1969);
- портрет — «Янис Райнис» (1956);
- памятник П. И. Страдыньшу, (гранит, 1963);
- композиция — «Моя Земля» (бронза, установлена в 1968);
- монументальная скульптура — «Ленин — мечтатель» (гранит, 1969);
- памятная медаль «Бабочка». Создана к «Международному Году Ребёнка» (бронза, 1979);
- мелкая пластика — композиции с фигурками детей для Рижской фарфоро-фаянсовой фабрики[4].